# Guanarteme

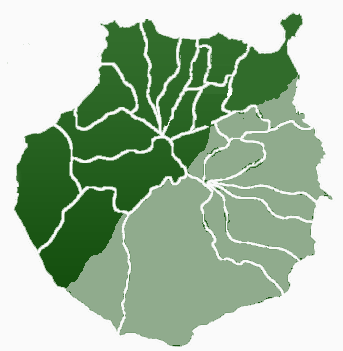
Localización de los guanartematos con respecto a los modernos municipios. Gáldar en verde oscuro y Telde en verde claro.

Guanarteme era el término que recibían los jefes o reyes aborígenes en la isla de Gran Canaria —Canarias, España— antes de la conquista europea en el siglo xv. Así mismo, guanartemato era como se conocía a los territorios dominados por un guanarteme.

## Etimología
El término guanarteme, de procedencia aborigen y que aparece en la documentación histórica también con las grafías guadarteme y guadnarteme, ha sido tradicionalmente traducido como hijo de Artemi haciendo alusión al primer rey de la isla.
Este planteamiento es defendido por el filólogo Ignacio Reyes para quien guanarteme vale 'este (de aquí es) de Artem(i)' desde la forma original wa-(d)-n-Artem. Sin embargo, el también filólogo Juan Álvarez Delgado niega este origen para el término, apoyándose en las fuentes documentales que apuntan a que el verdadero valor del término es «rey», proponiendo como forma original ewad-n-artérmin o 'el mozo éste de rey'.

## Características
Las fuentes tradicionales apuntan la existencia en Gran Canaria en los momentos previos a la conquista europea de dos demarcaciones territoriales superiores denominadas en la historiografía moderna como guanartematos: el del Gáldar y el de Telde, al frente de cada cual había un guanarteme.
Los guanartemes se hallaban en la cima de la jerarquizada estructura social aborigen. Para algunos autores el cargo se heredaba a través del matrilinaje, existiendo la práctica de la endogamia entre los miembros de la familia «real». Para el especialista en Ciencias Históricas Celso Martín de Guzmán el guanarteme actuaba como «brazo ejecutor» de la reina o guayarmina, verdadera señora de la tierra quien ostentaba y transmitía la legitimidad y titularidad del gobierno.
El guanarteme se ayudaba en su gobierno de un consejo de nobles o guayres denominado sábor, además de contar con la ayuda de un juez-sacerdote llamado faycán.

## Historia
Una tradición histórica recogida por Juan de Abréu Galindo apunta a que años antes de la llegada de los conquistadores normandos en 1402 la isla se hallaba dividida en numerosos territorios independientes regidos por jefes tribales. El orden entre los diferentes cantones, que solían tener enfrentamientos por los pastos, era mantenido por la figura de una mujer llamada Atidamana, quien ejercía el papel de jueza en los conflictos y a quien todos respetaban y obedecían, poseyendo además caracteres de gran sacerdotisa. Sin embargo, algunos jefes no quisieron acatar las decisiones de Atidamana, defendiendo que no debían estar sojuzgados ante una mujer, y continuaron con sus enfrentamientos. Visto esto, Atidamana tomó como esposo a un caudillo guerrero del término de Gáldar llamado Gumidafe, y juntos hicieron la guerra al resto de jefes hasta lograr finalmente el control total de la isla y la unificación del gobierno.
Posteriormente, dos hermanos descendientes de Atidamana y Gumidafe dividen la isla en dos reinos, aunque manteniendo la sede del sábor en Gáldar. Sin embargo, esto motivó tiempo después enfrentamientos entre los dos reinos.
Finalmente, justo antes de la llegada de los conquistadores castellanos en 1478, la isla vuelve a quedar virtualmente unificada debido a la muerte de los dos guanartemes y a la minoría de edad de sus respectivos herederos. De manera interina es nombrado guanarteme Tenesor Semidán, sobrino del rey de Gáldar, quien asume además la defensa de los derechos del joven heredero de Telde Bentejuí.

## Guanartemesconocidos
Las fuentes históricas más antiguas confirman la existencia de los dos guanartemes de Gáldar y Telde, siendo los que reinaban en tiempos previos a la conquista Egonaiga —también llamado Guayasen— y Bentago respectivamente. A estos sucedió de manera interina como queda dicho su pariente Tenesor Semidán, siendo asimismo aceptado como rey de Telde Bentejuí tras la captura y conversión de Tenesor en 1482.
Autores posteriores dan otros nombres de reyes anteriores como son: Artemis, Tabohorsen, Tagohorcer o Tahogocer Semidán, Guanarche Semidán y Tagoter o Tagoten Semidán.